# Ruy Pérez Ponce de León
Ruy Pérez Ponce de León (m. 1295). Fue un noble castellano y el decimoquinto Maestre de la Orden de Calatrava desde 1284 hasta 1295, durante el rey Sancho IV de Castilla.

## Familia
Fue hijo del conde Pedro Ponce de Cabrera, hijo de Ponce Vela de Cabrera  y de Aldonza Alfonso de León, hija ilegítima del rey Alfonso IX de León y de Aldonza Martínez de Silva. Uno de sus hermanos fue Fernán Pérez Ponce de León.

## Biografía
Ruy Pérez Ponce de León, comendador de Alcañiz, tomó la ciudad de Villena en 1240 en nombre de Jaime I y de la Corona de Aragón.
Siendo comendador mayor de Alcañiz en la Orden de Calatrava, fue elegido maestre de dicha orden, sucediendo a Juan González en 1284. A la muerte de su hermano Fernán, ocurrida en 1291, el rey Sancho IV de Castilla le encomendó la guarda de su hijo, el futuro rey Fernando IV de Castilla, que había sido ejercida hasta entonces por su difunto hermano. 
Se halló en el cerco de Tarifa en 1292 con el rey Sancho IV de Castilla, quien le encargó la tenencia de Tarifa una vez conquistada. 
Falleció en 1295, dos días después de ser herido en la batalla de Iznalloz.